# 1947年の政治
1947年の政治（1947ねんのせいじ）では、1947年（昭和22年）の政治分野に関する出来事について記述する。

## できごと

### 1月
- 1月1日
  - 吉田茂首相、NHK全国向け放送で「不逞の輩」演説。
  - 中華民国憲法公布。
  - 米英両国のドイツ統合占領区域（いわゆる「バイゾーン」）が成立[1][2]。
  - イギリス政府、石炭産業及び電気通信産業を国有化[3]。
- 1月4日 - 公職追放令改正。追放対象が財界・言論界・地方公職に拡大。
- 1月7日
  - 吉田首相、西尾末広社会党書記長、平野力三衆議院議員と会談。西尾書記長は石橋湛山蔵相の留任に反対。
  - トルーマン米大統領、ジョージ・マーシャルを国務長官に任命[4]。21日就任[5]。
- 1月13日 - 吉田首相、幣原喜重郎副総理（進歩党総裁）と会談。社会党との連立内閣を確認。
- 1月14日
  - 西尾社会党書記長、社会党中央執行委員会で吉田首相との会談を報告。中執委は、西尾書記長に正式に連立交渉の権限を付与を決定。
  - 吉田・幣原会談で連立の条件を確認。
- 1月15日
  - 全国労組共同闘争委員会結成。
  - 麻布の外相官邸で、吉田・西尾・平野会談。
- 1月16日 - 皇室典範・皇室経済法公布。
- 1月17日 - 吉田首相、片山哲社会党委員長に協力を要請するにとどまり、連立交渉打ち切り。
- 1月18日 - 全官公庁共同闘争委員会、ゼネスト宣言拡大共闘委員会を開催し、2月1日午前零時をもって全国一斉のゼネラル・ストライキ突入を宣言。
- 1月21日 - 社会党中執委、社会、協同民主党、国民党の野党三派と自由、進歩両党が新政権についての協議を決定。連立問題再燃。
- 1月22日
  - GHQ経済科学局長ウィリアム・フレデリック・マーカット少将、伊井弥四郎全官公共闘委員長を呼び出し、ゼネスト中止を要求。
  - 政府、全官公共闘側と交渉入り。
  - フランスでポール・ラマディエ内閣成立。

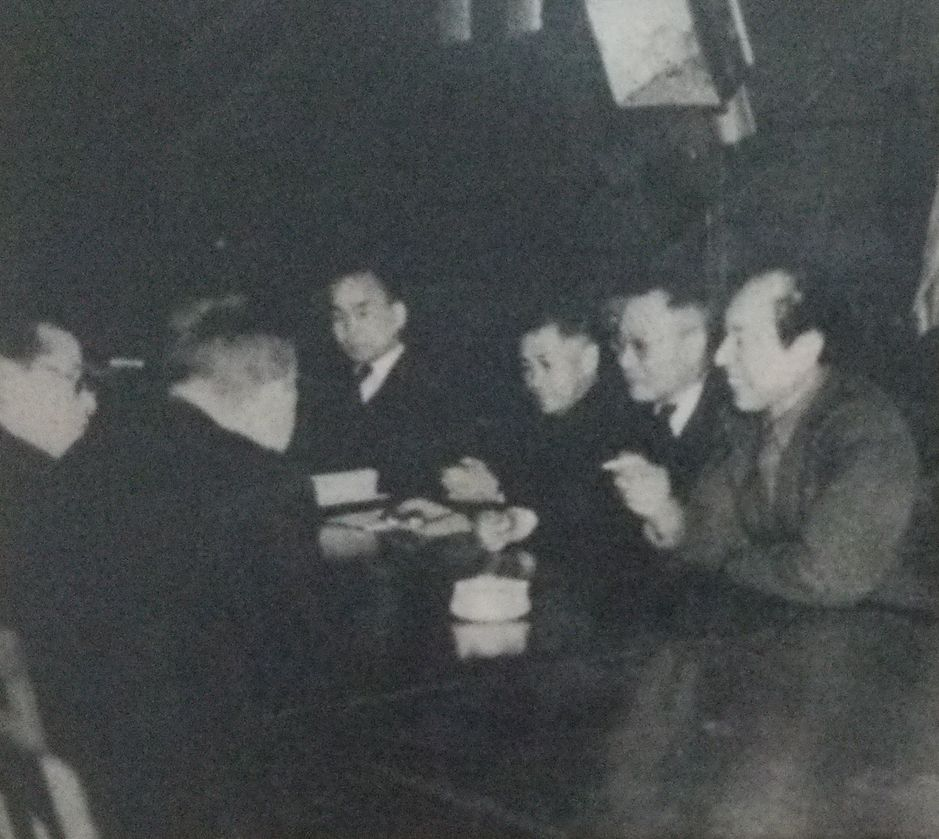
二・一ゼネストの中央労働委員会による調停。右から3番目が末弘厳太郎中労委会長、右端は徳田球一共産党書記長。

- 1月23日 - 社会党中執委、西尾書記長の主張によりゼネスト回避の党議を決定。
- 1月25日
  - 政府・全闘代表による団体交渉。全闘側は29日までの回答を要求。
  - 全闘代表とGHQ経済科学局エオドル・コーエン労働課長と会談。全闘の政府側が共同要求承認がない場合のゼネスト突入を主張したのに対し、コーエン課長は25日までのゼネスト中止回答を要求。
- 1月26日 - 全闘代表、GHQに対してスト中止が不可能である旨を回答。
- 1月28日 - 末弘厳太郎中央労働委員会会長による調停案。
- 1月29日
  - 吉田首相、改めて社会党に連立を申し入れ。
  - 吉田自由、幣原進歩、片山社会の三党首会談。
  - 社会党中執委。西尾末広が連立反対を表明。自社連立内閣構想失敗。
  - 野坂参三、グループ会議でGHQがゼネストを弾圧できないと観測。
  - 全官公共闘、中労委の調停案を拒否。
- 1月30日
  - 吉田内閣、治安閣僚懇談会開催。
  - 福井盛太検事総長、ゼネストに対して警告の談話を発表。
  - マーカット局長、各単産委員長に対しゼネスト中止を厳命。
  - 細谷松太産別事務局長、ゼネスト後の人民戦線結成を計画（細谷工作）。

- 1月31日

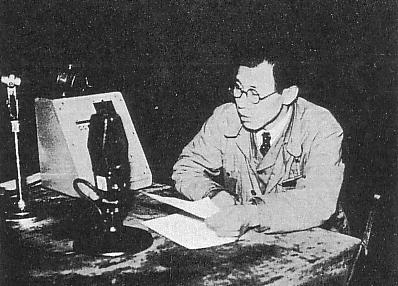
ゼネスト中止宣言をする伊井弥四郎委員長

  - （午前0時）全官公庁共闘、拡大委員会開催。2月1日のゼネスト実行を確認。
  - （午前2時）全官公庁共闘、マーカット局長にゼネスト中止命令の受諾不可を回答。
  - （午前2時20分）首相官邸で中労委と全官公庁共闘会談。ストを通告。
  - 吉田内閣、自由、進歩両党中心の内閣改造。
  - 細谷産別事務局長、共産党本部に徳田球一、野坂参三を訪問するも不在、細谷工作失敗。
  - （午後4時53分）マッカーサー元帥、ラジオ放送でゼネストの禁止を指令。
  - （午後5時）マーカット局長、総司令部に伊井弥四郎委員長の出頭を命令。
  - （午後9時20分）伊井弥四郎委員長、ラジオでゼネスト中止を放送。

### 2月
- 2月1日
  - （午前0時47分）全国労組共同闘争委員会解散。
  - 政府と官公庁労組、中労委の調停案に基づく妥結。
  - 谷川昇内務省警保局長、単独スト取締り通牒。
  - 政府と官公庁労組、中労委の調停案に基づく妥結。
- 2月7日 - マッカーサー元帥、吉田首相に書簡で議会終了後の総選挙実施を指令。
- 2月10日 - 幣原喜重郎復員庁総裁を中心に、「革新的一大政党の実現を促進すること」を決定。

- 2月11日
  - 幣原喜重郎、新党反対論に転ずる。

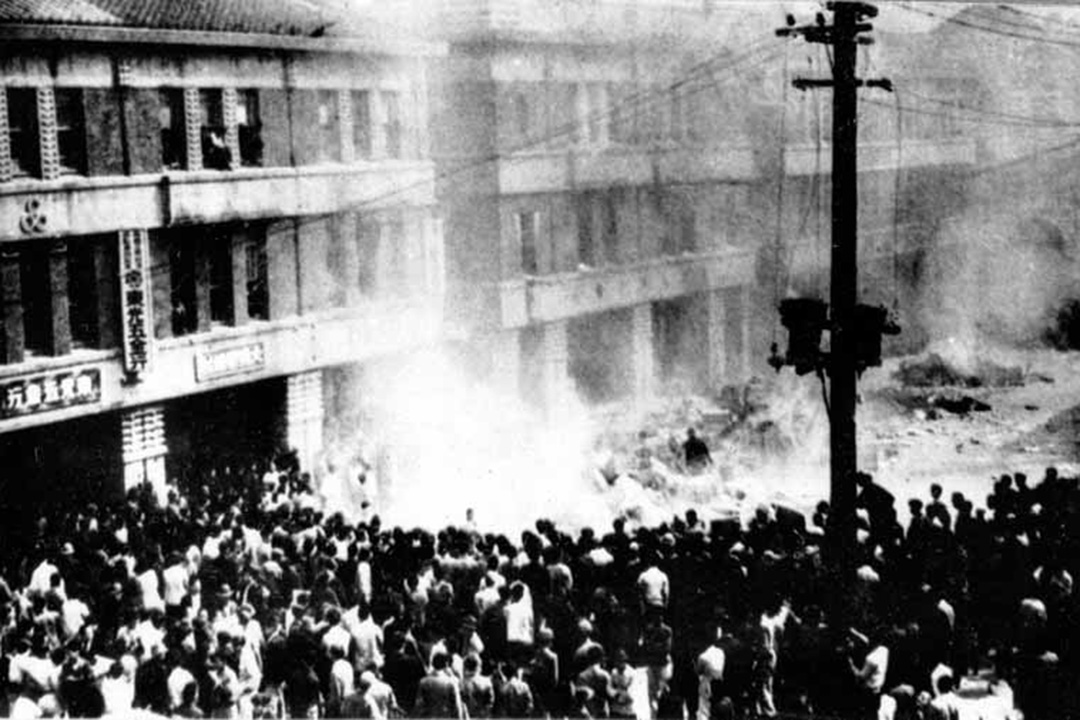
二・二八事件で、専売局台北分局前に集まった群集。

  - 新党派首脳会議。新党推進派の犬養健らと社会党連立派の河合良成らとの間で激論。
- 2月14日 - 第92議会再開。吉田首相施政方針演説。
- 2月18日 - 昭和22年度予算閣議決定。
- 2月25日 - 全国労働組合準備会（全労準備会）設立。
- 2月28日 - 台湾で二・二八事件勃発。

### 3月
- 3月1日 - 国際通貨基金 (IMF) 、操業を開始[6]。
- 3月8日 - 国民党と協同党が合同し、国民協同党結成。
- 3月10日
  - 全労準備会解散、全労連結成。
  - モスクワで米英仏ソ4か国外相会談開催[7][8]。
- 3月12日 - ハリー・S・トルーマン米大統領、上下両院合同会議でトルーマン・ドクトリンを発表する[9]。
- 3月17日 - マッカーサー元帥が、初の記者会見。
- 3月31日
  - 民主党結成。
  - 衆議院解散（新憲法解散[10]、第2次GHQ解散）。帝国議会終幕。
  - 衆議院選挙法改正。
  - 教育基本法（旧）施行。

### 4月

第1回参議院議員通常選挙の結果。有権者、候補者とも良識、職能の府を意識して無所属が圧倒的に多かった。

第23回衆議院議員総選挙の結果。社会党が第一党となる。

- 4月5日 - 第1回統一地方選挙前半戦。地方長官及び市区町村長選挙実施。
- 4月14日 - 私的独占の禁止及び公正取引の確保に関する法律（独占禁止法）公布。
- 4月17日 - 地方自治法公布。
- 4月20日 - 第1回参議院議員通常選挙。
  - 無所属111議席（全国区58、地方区53）、社会党47議席（全国区17、地方区30）、自由党38議席（全国区8、地方区30）、民主党28議席（全国区6、地方区22）、国協党9議席（全国区3、地方区6）、共産党4議席（全国区3、地方区1）、諸派13議席（全国区6、地方区7）
- 4月25日 - 第23回衆議院議員総選挙。
  - 社会党143議席、自由党131議席、民主党124議席、国協党31議席、農民党5議席、共産党4議席、諸派16議席、無所属12議席
- 4月27日 - マッカーサー元帥、「日本国民は、極右、極左から中道の道を選んだ。」と声明。
- 4月30日 - 第1回統一地方選挙後半戦。東京都議会・道府県会議員及び市区町村会議員選挙実施。

### 5月
- 5月2日 - 帝国議会、大審院、皇族会議、枢密院、宮内省、行政裁判所などこの日限りで廃止。
- 5月3日
  - 日本国憲法施行。
  - 国会、最高裁判所、宮内府、総理庁など発足。
  - 社会党中央執行委員会開催。
- 5月5日
  - 片山社会党委員長、「国民への誓い」を発表。
  - 民主党、両院議員総会。
- 5月4日 - ポール・ラマディエフランス首相、ルノーの労働争議問題に絡み意見の対立した共産党員閣僚（5名）を全員罷免[11]。
- 5月6日 - 社会党中執委、政権構想について討議。
- 5月8日 - 片山社会党委員長、首相官邸を訪問し、吉田首相と会談。社会、自由、民主、国協の4党代表会談開催を提案。
- 5月9日 - 衆議院議長サロンで4党代表会談開催。
- 5月12日 - 衆議院議長サロンで4党の幹事長・書記長会談開催。
  - 大野伴睦自由党幹事長、社会党に「左派を切ること」を要求。
  - 社会党案を中心に政策協定協議。
- 5月14日 - 社会党左派の鈴木茂三郎、加藤勘十、外人記者団と会見し反共声明。
- 5月16日 - 第2回幹事長・書記長会談で政策協定妥結、共同声明発表。
- 5月17日
  - 民主党最高幹部会。
  - 石橋湛山蔵相、公職追放。
- 5月18日
  - 産別会議執行委員会。
  - （午前）民主党最高幹部会で芦田均が総裁に決定。
  - （午後）民主党、党大会で芦田総裁を正式決定。
- 5月19日 - 片山・吉田会談。四党連立を申し入れ。
- 5月20日
  - 第1次吉田内閣総辞職。
  - 片山・吉田会談。連立参加を否定、閣外協力を申し入れ。
  - 第1回国会開会。衆議院議長に松岡駒吉（社会党）、副議長に田中万逸（民主党）を選出
- 5月21日 - 吉田自由党総裁、自由党秘密代議士会に出席し、片山首班を認める発言。連立内閣不参加を決定。

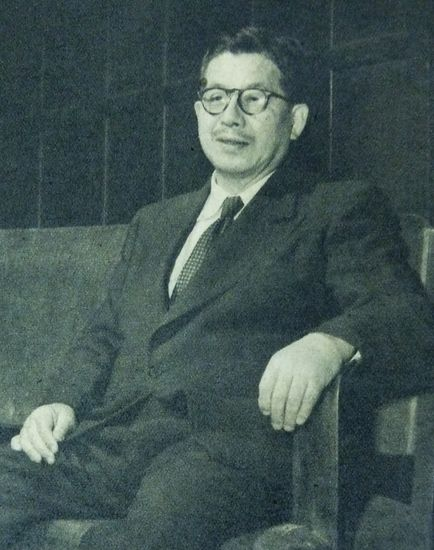
社会党の片山哲が内閣総理大臣に指名される。清廉なクリスチャンで穏健な社会主義者であったが、政治的指導力に欠けた。

- 5月23日 - 衆参両院で首班指名選挙が行われ、片山哲が内閣総理大臣に指名される。
- 5月24日
  - 宮中で、片山首相の親任式。16閣僚の臨時代理を兼任。
  - マッカーサー元帥、片山首相を祝福。
  - 連立協議紛糾、27日まで継続。
  - 自由党、正式に四党連立内閣参加を拒否。
  - 民主党最高幹部会、5対4で連立不参加を票決。
  - 民主党内中堅・若手議員の中に、社会党が条件付（①極右・極左主義に反対する②国家機密の保持③社会不安を惹起する畏れのある行動を取らない）で社会、民主、国協三党連立内閣参加論。
- 5月30日
  - 民主党役員会で芦田総裁以下中堅幹部34名が三党連立参加を主張。
  - 民主党両院議員総会、81対5で三党連立政権参加を決定。
  - イタリアで第4次デ・ガスペリ内閣成立[12]。
- 5月31日 - 戦災諸国救済援助法（通称「ポストUNRRA援助法」）成立[13]。

### 6月

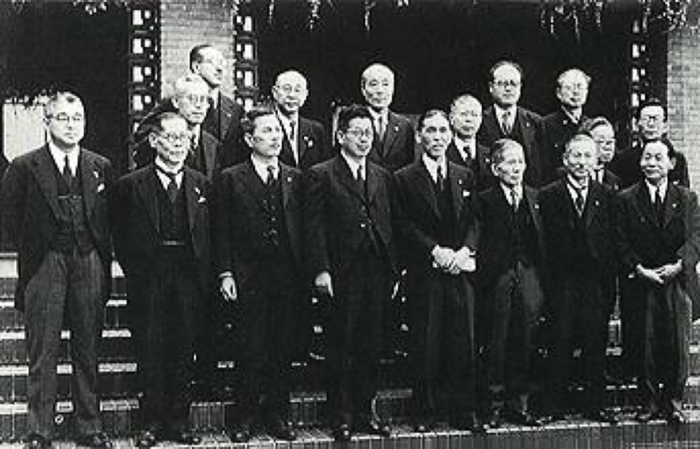
片山内閣成立。社会、民主、国協三党の保革連立政権として発足したが、内部対立によって8ヶ月の短命に終わった。

- 6月1日 - 社会党、民主党、国民協同党の三党連立による片山内閣成立。外相芦田均、農相平野力三、逓相三木武夫、国務相・内閣官房長官西尾末広、国務相・経済安定本部総務長官、和田博雄など。
- 6月5日 - アメリカ合衆国のジョージ・マーシャル国務長官が欧州復興計画（マーシャル・プラン）を発表[14]。
- 6月11日 - 政府、経済緊急対策を発表。
- 6月23日 - 米国で1947年労使関係法（通称タフト＝ハートリー法）成立[15]。
- 6月27日 - 内務省解体を閣議決定[16]。
- 6月28日 - 商工省・経済安定本部策定の炭鉱国家管理案、閣議に提出。

### 7月
- 7月1日
  - 公正取引委員会設置。
  - 政府、食糧緊急対策（2回目19日）実施
- 7月4日 - 政府、『経済白書』を発表。
- 7月5日 - 政府、新物価体系（2回目11日、3回目14日）を策定。
- 7月19日 - ビルマの独立運動家アウンサン他、閣僚6名が暗殺される。
- 7月20日
  - 独占禁止法施行。
  - 沖縄人民党結成。
- 7月 - 西尾末広内閣官房長官を中傷する怪文書が出回り、これをきっかけに西尾官房長官と平野力三農相の対立が表面化。

### 8月
- 8月4日 - 初代最高裁判所長官に三淵忠彦が任命される。
- 8月22日 - ハンガリーで総選挙実施。共産党が第3党から第1党に躍進[17]
- 8月 - 与党幹事長・書記長会談、三党首会談で炭鉱国家管理に関する社会党と民主党の両案を協議。以後、一ヶ月議論が続く。
- 8月 - 松岡駒吉衆議院議長が西尾官房長官と平野農相を周旋するも両者の対立は解けず。

### 9月
- 9月1日
  - 労働省設置。
  - 労働基準法施行。
- 9月5日 - 炭鉱国管に関する協議で民主党案が通り、管理実施期間3年で決定。
- 9月18日
  - マッカーサー元帥、片山首相の要請で「炭鉱国管促進に関する書簡」を片山首相に送付。
  - 臨時石炭鉱業管理法案、閣議決定。
  - 米国で国防総省（ペンタゴン）と中央情報局（CIA）が正式に発足。
- 9月25日 - 臨時石炭鉱業管理法案、国会に提出。

### 10月
- 10月1日 - 国勢調査実施。
- 10月5日 - コミンフォルム設置発表[18]。
- 10月11日 - 平野農相、出張先の奈良で記者団に対し、閣内の対立と解散総選挙の必要性について言及。
- 10月21日 - 国家公務員法公布。
- 10月23日 - 平野農相、炭鉱国管問題で、片山内閣の総辞職について言及。
- 10月26日 - 改正刑法公布。大逆罪、不敬罪、姦通罪が廃止。
- 10月28日 - 税制改正要綱、非戦災者特別税要綱を閣議決定。勤労者の減税、高所得者の増税を決定。
- 10月29日 - 西尾官房長官、平野農相の公職追放該当について、記者にオフレコ発言。
- 10月30日
  - （午後）「平野農相追放」の号外が出る。
  - 平野農相、出張中の新潟で公職追放該当について否定。
  - 23カ国が関税および貿易に関する一般協定 (GATT) に調印。翌年1月1日発効[19]。
- 10月 - 林平馬国務相、戦時中の著書が原因で公職追放該当の噂が出る。

### 11月
- 11月1日 - 補正予算案を閣議決定。煙草税を中心に間接税を大幅増税。
- 11月3日 - 片山首相と平野農相らが首相官邸で会談。平野農相に対して閣内不一致で辞表の提出を求めるも、平野農相は拒否。
- 11月4日（午前零時15分） - 片山首相、平野農相を罷免。
- 11月7日
  - 林平馬国務相、閣議で自身の追放該当問題に関し、西尾官房長官と鈴木茂三郎に抗議。
  - ルーマニアで共産党が政権を掌握[20]。
- 11月15日 - 改正刑法施行。
- 11月下旬 - 炭鉱国管をめぐり、本会議、鉱工業委員会は混乱。
- 11月21日 - 中国で第1回国民大会代表選挙が開始。23日までの3日間が投票日とされた。
- 11月23日 - 平野農相の後任に、波多野鼎参議院議員。
- 11月24日 - 林平馬国務相、追放該当となり、辞表提出。参議院本会議場で「追放令を道具に使う陰謀」と演説。
- 11月25日
  - 衆議院鉱工業委員会で、臨時石炭鉱業管理法案が否決。
  - 衆議院本会議で、臨時石炭鉱業管理法案が可決され、衆議院を通過。
  - 衆議院本会議の採決で、民主党の幣原喜重郎元首相（民主党名誉総裁）ら23名が造反。
- 11月28日 - 民主党執行部を佐々木秀世、原健三郎ら7名を除名処分。
- 11月29日
  - 幣原元首相、田中角栄、根本龍太郎ら15名が民主党を脱党。同志クラブを結成。
  - 国連総会でパレスチナの分割案が可決（国連決議181号）。

### 12月
- 12月4日 - 民主党、苫米地義三運輸大臣を党幹事長に、竹田儀一幹事長を林平馬国務相の後任に、北村徳太郎政務調査会長を運輸相とする役員・閣僚人事。
- 12月8日
  - 参議院鉱工業委員会で、臨時石炭鉱業管理法案が否決。
  - 参議院本会議で、臨時石炭鉱業管理法が可決、成立。
- 12月13日 - 社会党左派「党内野党」を宣言。
- 12月25日 - 中華民国憲法施行。
- 12月26日 - 中央公職適否審査委員会、平野力三前農相の資格審査を開始。
- 12月29日 - 中央公職適否審査委員会、平野前農相を再審査（以後、昭和23年1月6日、1月9日に審査）。
- 12月30日 - 臨時石炭鉱業管理法公布。
- 12月31日 - 内務省、戦災復興院廃止。